# Be Myself
«Be Myself» — десятий студійний альбом американської авторки-виконавиці Шеріл Кроу. Реліз відбувся 21 квітня 2017 року.

## Список композицій
| #     | Назва                    | Тривалість |
| ----- | ------------------------ | ---------- |
| 1.    | «Alone in the Dark»      | 3:40       |
| 2.    | «Halfway There»          | 3:59       |
| 3.    | «Long Way Back»          | 5:07       |
| 4.    | «Be Myself»              | 4:22       |
| 5.    | «Roller Skate»           | 3:19       |
| 6.    | «Love Will Save the Day» | 4:58       |
| 7.    | «Strangers Again»        | 3:51       |
| 8.    | «Rest of Me»             | 3:52       |
| 9.    | «Heartbeat Away»         | 5:35       |
| 10.   | «Grow Up»                | 3:27       |
| 11.   | «Woo Woo»                | 3:14       |
| 45:20 |                          |            |

| Японське видання та видання від Target (бонусні треки) | Японське видання та видання від Target (бонусні треки) | Японське видання та видання від Target (бонусні треки) |
| #                                                      | Назва                                                  | Тривалість                                             |
| ------------------------------------------------------ | ------------------------------------------------------ | ------------------------------------------------------ |
| 12.                                                    | «Disappearing World» (Be Myself outtake)               | 4:17                                                   |
| 13.                                                    | «The World You Make» (кантрі-пісня записана у 2012)    | 4:25                                                   |
| 14.                                                    | «Long Way Back» (Acoustic version)                     | 4:47                                                   |
| 58:49                                                  |                                                        |                                                        |

## Чарти
Тижневі чарти
| Чарт (2017)                                | Позиція |
| ------------------------------------------ | ------- |
| Австралія (ARIA)                           | 97      |
| Бельгія (Фландрія) (Ultratop)              | 104     |
| Бельгія (Валлонія) (Ultratop)              | 51      |
| Канада (Canadian Albums Chart) (Billboard) | 59      |
| Німеччина (GfK Entertainment Charts)       | 97      |
| Нова Зеландія (RMNZ)                       | 8       |
| Шотландія (Official Charts Company)        | 35      |
| Іспанія (PROMUSICAE)                       | 68      |
| Швейцарія (Schweizer Hitparade)            | 43      |
| Велика Британія (Official Charts Company)  | 47      |
| США (Billboard 200)                        | 22      |
| США (Top Rock Albums) (Billboard)          | 3       |

## Сертифікація та продажі
| Країна     | Сертифікат (таблиця продажів та сертифікатів) | Продажі |
| ---------- | --------------------------------------------- | ------- |
| США (RIAA) |                                               | +20,000 |